# 狭叶微孔草
狭叶微孔草（学名：Microula stenophylla）是紫草科微孔草属的植物，其种加词“stenophylla”意为“窄叶的”。中国特有植物。分布于中国大陆的四川、甘肃、西藏、青海等地，生长于海拔4,500米至4,700米的地区，多生在灌丛中、沙丘、河滩和田边，目前尚未由人工引种栽培。